# 藿烯
藿烯（英語：Hopene）是一种C
30H
50的五环三萜化合物，是藿烷22(29)号位带上双键的产物，存在于许多细菌的细胞膜中，它在膜中起到的作用类似于真核生物中的胆固醇。